# Neopalpa neonata
Neopalpa neonata és una espècie de lepidòpter ditrisi de la família dels gelèquids (Gelechiidae). Es troba a Amèrica del Nord, on s'ha registrat a Califòrnia i el nord de Mèxic.